# Parco Valle del Lanza
Il PLIS Parco Valle del Lanza, area protetta di interesse sovracomunale (PLIS), istituita con delibera della Giunta Regionale n. 7/8967 del 30/04/2002, Decreto Presidente Regione Lombardia n. 8548 del 17/05/2002 e delibera della Giunta Provinciale di Como n. 245/12791 del 6/11/2003, è situata a ridosso del confine con la Confederazione Elvetica delle provincie Varese e Como, nella parte occidentale dell'arco collinare pedemontano lombardo, compreso tra i fiumi Adda e Ticino, il PLIS si sviluppa attorno alla valle del fiume Lanza (conosciuto anche come Gaggiolo o Ranza) che nasce sulle pendici meridionali del Monte San Giorgio (Canton Ticino), e confluisce nell'Olona nel Comune di Malnate.
Raggiunge un'estensione di 1064 ettari. Della provincia di Varese fanno parte i comuni di Malnate (355 ettari), Comune capofila, e Vedano Olona (86 ha) mentre a quella di Como appartengono Bizzarone (124 ettari), Solbiate con Cagno (190 ha), Valmorea (111 ha) e Rodero (195 ha).
Il territorio del Parco ospita alcuni elementi di pregio, tali sia per gli aspetti ecologici legati all'ecosistema fluviale e perifluviale, sia per quelli geologici (affioramenti di gonfolite) e antropici (i mulini presenti lungo il fiume, le cave di arenaria e la ferrovia della Valmorea).
Nel 2015 al suo interno è stato istituito il Monumento naturale Sistema naturalistico delle cave di Molera di Malnate e Cagno.
Il parco dovrebbe essere attraversato dalla Ciclovia Olona Lura, un itinerario ad anello di 165 km in grado di connettersi ad altri 6 parchi locali lungo il fiume Olona e il torrente Lura.